# René Stüssi
René Stüssi (* 13. Dezember 1978 in Muri, Aargau) ist ein ehemaliger Schweizer Eishockeyspieler und derzeitiger -trainer.

## Karriere
René Stüssi, der eine Schreinerlehre und kaufmännische Ausbildung absolviert hat, galt rasch als eines der grössten Talente im Schweizer Eishockey. Zunächst ging der Stürmer für ein lokales Eishockeyteam in Kreuzlingen aufs Eis, bevor er in der 1. Liga – die höchste Schweizer Amateurstufe – für den EHC Uzwil aktiv war. Bereits als 18-Jähriger gelang ihm mit dem HC Thurgau der Durchbruch in der Nationalliga B, als der Offensivakteur in der Saison 1996/97 gesamthaft 60 Punkte in 50 Partien verbuchte. Anschliessend wählten ihn die Mighty Ducks of Anaheim beim NHL Entry Draft 1997 in der achten Runde an insgesamt 209. Position aus. Zudem wurde er von den Saguenéens de Chicoutimi beim CHL Import Draft desselben Jahres in der zweiten Runde als insgesamt 54. Akteur gezogen. Stüssi erhielt jedoch nie eine Einladung in ein NHL-Trainingslager und absolvierte im Verlauf seiner Laufbahn kein Spiel in Nordamerika. Bei seinen folgenden NLA-Engagements im Trikot der Kloten Flyers, des EV Zug, der ZSC Lions und des EHC Chur blieb der Spielmacher allerdings hinter den Erwartungen zurück und schaffte es nicht, sich endgültig in der höchsten Schweizer Spielklasse zu etablieren.
Sein Wechsel in der Saison 2001/02 zum NLB-Club EHC Basel wirkte sich positiv auf Stüssis Leistungen aus. Dort erzielte er wiederum, wie in der Saison 1996/97 beim HC Thurgau, erstmals deutlich wieder mehr als einen Punkt pro Partie und realisierte 2003 mit den Baslern den Aufstieg in die Nationalliga A. Nach einer Spielzeit in der höchsten Liga erfolgte jedoch der direkte Abstieg in die Nationalliga B. Für seinen Jugendverein HC Thurgau stand der Offensivakteur im Anschluss drei Jahre auf dem Eis, in denen nach einem Abstieg in die drittklassige 1. Liga zum Saisonende 2005/06 die Rückkehr in die NLB folgte. Als erfolgreichster Punktesammler der Playoffs hatte der Sohn eines Schweizers und einer Thailänderin massgeblich zum Erfolg beigetragen. 2007 beendete Stüssi seine Profilaufbahn und setzte im Anschluss seine Karriere in der zweithöchsten Amateurliga, die 2. Liga, bei den Pikes EHC Oberthurgau fort. Mit dem Club gelang 2008 die Promotion in die 1. Liga. Nach vier Jahren im Dress der Oberthurgauer heuerte Stüssi zur Saison 2011/12 beim EHC Uzwil in der drittklassigen 1. Liga an. Nachdem er dort in der Spielzeit 2012/13 in der Funktion des Mannschaftskapitäns agiert hatte, kehrte Stüssi zur Saison 2013/14 zu den Pikes EHC Oberthurgau zurück.
Für die Saison 2014/15 setzte er vom Spielbetrieb aus, ehe zum Spieljahr 2015/16 seine Rückkehr zu den Pikes EHC Oberthurgau folgte. Im Verlauf der folgenden Saison, im November 2016, beendete er per sofort seine aktive Karriere und übernahm die Funktion des Assistenztrainers bei den Thurgauern. Von 2018 bis 2020 war Stüssi Cheftrainer beim EHC Kreuzlingen-Konstanz. Seit der Saison 2020/21 steht er als Cheftrainer beim SC Herisau hinter der Bande.
Stüssi galt als Akteur, der weniger auf physische Stärken setzte, sondern als derjenige, der vorausschauend agierte und dementsprechend reagierte. Er war sowohl auf der Mittelstürmer- als auch auf der Flügelposition variabel einsetzbar. Als Spielmacher beherrschte er den Umgang mit dem Puck ausgezeichnet. Weitere persönliche Merkmale waren seine hohe Erfolgsquote bei Torgelegenheiten sowie Stüssis generell relativ faire Spielweise.

### International
Für die Schweiz stand Stüssi auf Juniorenebene in insgesamt 92 Länderspielen auf dem Eis. Er nahm für die Eidgenossen an der U18-Junioren-Europameisterschaft 1996 sowie den Junioren-Weltmeisterschaften 1997 und 1998 teil. Bei der U18-Junioren-Europameisterschaft 1996 war er mit sechs Scorerpunkten gemeinsam mit Mannschaftskapitän Laurent Müller erfolgreichster Schweizer und verfehlte mit dem Team lediglich knapp einen Medaillengewinn. Bei der Junioren-Weltmeisterschaft 1998 gewann der Stürmer mit der Schweiz die Bronzemedaille, wobei er mit vier Punkten in sieben Partien zu diesem Erfolg beigetragen hatte. Für die Herrenauswahl seines Heimatlandes gelangte der Angreifer nie zu einem Einsatz.

## Erfolge und Auszeichnungen
- 2003 Aufstieg in die Nationalliga A mit dem EHC Basel
- 2006 Bester Scorer der 1. Liga-Playoffs (gemeinsam mit Ronny Keller)
- 2006 Aufstieg in die Nationalliga B mit dem HC Thurgau
- 2008 Aufstieg in die 1. Liga mit dem Pikes EHC Oberthurgau

### International
- 1998 Bronzemedaille bei der Junioren-Weltmeisterschaft